# Episodi di Awake

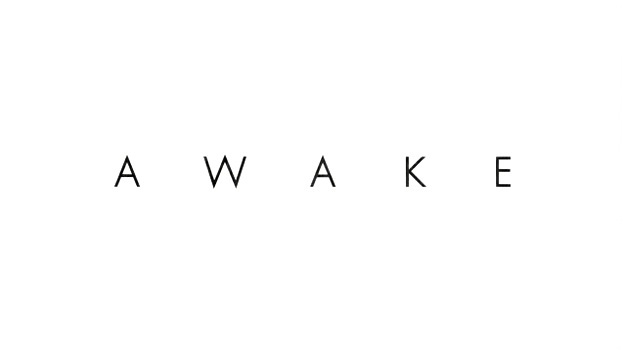

La prima ed unica stagione della serie televisiva Awake è stata trasmessa sulla rete NBC dal 1º marzo al 24 maggio 2012. L'episodio pilota era già stato distribuito online dal 16 febbraio 2012.
In Italia la serie è stata trasmessa in prima visione sul canale satellitare Fox Crime dal 13 dicembre 2012 al 7 marzo 2013.
| nº | Titolo originale              | Titolo italiano              | Prima TV USA   | Prima TV Italia  |
| -- | ----------------------------- | ---------------------------- | -------------- | ---------------- |
| 1  | Pilot                         | Vite parallele               | 1º marzo 2012  | 13 dicembre 2012 |
| 2  | The Little Guy                | Punti di vista               | 8 marzo 2012   | 20 dicembre 2012 |
| 3  | Guilty                        | Colpevole                    | 15 marzo 2012  | 27 dicembre 2012 |
| 4  | Kate Is Enough                | Una Kate è sufficiente       | 22 marzo 2012  | 3 gennaio 2013   |
| 5  | Oregon                        | Ritorno dal passato          | 29 marzo 2012  | 10 gennaio 2013  |
| 6  | That's Not My Penguin         | Quello non è il mio pinguino | 5 aprile 2012  | 17 gennaio 2013  |
| 7  | Ricky's Tacos                 | L'orco                       | 12 aprile 2012 | 24 gennaio 2013  |
| 8  | Nightswimming                 | Ricominciare                 | 19 aprile 2012 | 31 gennaio 2013  |
| 9  | Game Day                      | La partita                   | 26 aprile 2012 | 7 febbraio 2013  |
| 10 | Slack Water                   | Battuta d'arresto            | 3 maggio 2012  | 14 febbraio 2013 |
| 11 | Say Hello to My Little Friend | Il complotto                 | 10 maggio 2012 | 21 febbraio 2013 |
| 12 | Two Birds                     | Giustizia                    | 17 maggio 2012 | 28 febbraio 2013 |
| 13 | Turtles All the Way Down      | L'epilogo                    | 24 maggio 2012 | 7 marzo 2013     |

## Vite parallele
- Titolo originale: Pilot
- Diretto da: David Slade
- Scritto da: Kyle Killen

### Trama
Il detective Britten, inizia a raccontare ai suoi due psichiatri il dramma dell'incidente e ad esporre questa esperienza delle due realtà, mentre i due diffidano diffidano questo modo di vedere le cose, Britten lo vede come un ottimo metodo per elaborare il lutto di sua moglie e suo figlio ma anche per risolvere i casi di omicidio di tutti giorni.

## Punti di vista
- Titolo originale: The Little Guy
- Diretto da: Jeffrey Reiner
- Scritto da: Kyle Killen

### Trama
Britten nella realtà rossa, indaga sull'omicidio di un noto e famoso medico e comincia a conoscere il Detective Vega, durante le stesse indagini viene colpito dall'affermazione di un senza tetto che dice di aver visto un uomo piccolo che stava uccidendo un uomo. Britten ne rimane tanto colpito da cominciare a indagare di nascosto a questo "Piccoletto" e anche gli psichiatri diffidano del suo comportamento. Alla fine dell'episodio si possono vedere il Capo della Polizia "Kessell" e il Capo distretto di Britten che discutono sui metodi usati per eliminare Britten e la Capo distretto di Britten chiede a Kessell, inviperito per un possibile ritorno di memoria di Britten, se per l'attentato hanno usato un uomo "Piccoletto": lui risponde che l'uomo era in realtà molto basso.

## Colpevole
- Titolo originale: Guilty
- Diretto da: Jeffrey Reiner
- Scritto da: Howard Gordon e Evan Katz

### Trama
Rex viene rapito da un detenuto che Michael arrestò anni prima; Michael viene contattato dal detenuto, si incontrano e, proprio quando lui sta per dire a Michael dove si trova il figlio, dei poliziotti che l'avevano seguito, gli sparano e lo uccidono; Michael riesce a rintracciarlo nella sua realtà secondaria: il detenuto è ancora in carcere, riesce a farsi dire il luogo dove Rex è intrappolato: Michael riesce a trovarlo e salvarlo appena in tempo, Rex viene trovato disidratato e quasi in fin di vita: aveva anche lasciato un video-messaggio a chiunque lo trovasse (dava già per scontato che sarebbe morto), nel messaggio rivela al padre che lo vuole bene nonostante in quel periodo fossero molto distanti.

## Una Kate è sufficiente
- Titolo originale: Kate is Enough
- Diretto da: Sarah Pia Anderson
- Scritto da: Kyle Killen

### Trama
Britten, indagando sul presunto suicidio di un uomo avvenuto durante una festa in yacht di lusso, incontra l'ex babysitter di Rex.

## Ritorno dal passato
- Titolo originale: Oregon
- Diretto da: Aaron Lipstadt
- Scritto da: Lisa Zwerling

### Trama
Mentre nella realtà rossa Hannah si reca in Oregon per visitare l'università che vorrebbe frequentare, in quella verde Michael ha a che fare con un imitatore di un serial killer di cui si è occupato l'agente dell'FBI Santoro.

## Quello non è il mio pinguino
- Titolo originale: That's Not My Penguin
- Diretto da: Scott Winant
- Scritto da: Kyle Killen e Noelle Valdivia

### Trama
L'ala psichiatrica dell'ospedale viene presa in ostaggio da un paziente, che vuole negoziare con Britten. All'interno, scopre che l'uomo ha un interruttore da uomo morto giusto in tempo per impedire un fatale intervento della SWAT.

## L'orco
- Titolo originale: Ricky's Tacos
- Diretto da: Adam Davidson
- Scritto da: Kyle Killen, Howard Gordon e Evan Katz

### Trama
Mentre nella realtà rossa i Britten continuano con il loro piano di trasferirsi a Portland, e Michael va in un fast food, dove la voce la drive-thru dice che non può andare a Portland.

## Ricominciare
- Titolo originale: Nightswimming
- Diretto da: Jeffrey Reiner
- Scritto da: Leonard Chang e Davey Holmes

### Trama
Mentre aiuta una coppia a prepararsi per una nuova vita in un programma di protezione testimoni, Michael si ritrova in una nuova vita in Oregon con Hannah. Nel frattempo Vega viene presentato a Jake, l'informatore confidenziale di lunga data di Michael.

## La partita
- Titolo originale: Game Day
- Diretto da: Michael Waxman
- Scritto da: Howard Gordon e David Graziano

### Trama
In entrambe le realtà di Michael, un'università di Los Angeles gioca una partita di football contro quella di Seattle, ma subito dopo un giovane tifoso della squadra del Seattle viene trovato assassinato e Michael indaga.

## Battuta d'arresto
- Titolo originale: Slack Water
- Diretto da: Nick Gomez
- Scritto da: Noelle Valdivia

### Trama
Michael e Hannah si stanno per trasferirsi in Oregon: fanno visita a Emma e ai suoi genitori per un supporto, e Michael sta chiudendo i casi mentre il capitano esorta il suo partner ad essere impaziente.

## Il complotto
- Titolo originale: Say Hello to My Little Friend
- Diretto da: Laura Innes
- Scritto da: Kyle Killen e Leonard Chang

### Trama
Dopo l'incidente, Michael non si risveglia accanto a suo figlio nella realtà e il dottor Lee dice è un progresso, visto che il ragazzo è morto.

## Giustizia
- Titolo originale: Two Birds
- Diretto da: Milan Cheylov
- Scritto da: Evan Katz, Howard Gordon e Davey Holmes

### Trama
Michael non sa di chi fidarsi quando la verità dietro l'incidente si scopre la cospirazione di alto rango che minaccia entrambe le sue realtà.

## L'epilogo
- Titolo originale: Turtles All the Way Down
- Diretto da: Miguel Sapochnik
- Scritto da: Kyle Killen, Leonard Chang e Noelle Valdivia

### Trama
La realtà di Michael coinvolgono eventi prima dell'incidente e lo immergono in un'indagine sui colleghi ufficiali.